# Esametilentetrammina
L'esametilentetrammina, nota in passato come urotropina e chiamata commercialmente metenamina, è un'ammina che trova impiego medico per il trattamento e la profilassi delle infezioni delle vie urinarie.
Si presenta come un composto cristallino di colore bianco ed è altamente solubile in acqua ed in solventi organici polari (alcool, cloroformio) ma insolubile in etere. È utile nella sintesi di altri composti chimici come plastiche, additivi della gomma e prodotti farmaceutici. Questa ammina è infatti commercializzata come sale dell'acido mandelico o dell'acido ippurico.
Il farmaco non è in vendita in Italia e può produrre effetti collaterali e reazioni allergiche.

## Sintesi e struttura
La metenamina viene prodotta facendo reagire la formaldeide con l'ammoniaca:
6 CH2O + 4 NH3 → C6H12N4 + 6 H2O
La reazione avviene in fase gassosa e in soluzione. La molecola ha una struttura a gabbia con simmetria tetraedrica, simile all'adamantano, i cui quattro "angoli" sono atomi di azoto e i "bordi" sono ponti metilenici (-CH2-). Sebbene la forma molecolare definisca una gabbia, nessuno spazio vuoto è disponibile all'interno per un legame con altri atomi o molecole, a differenza degli eteri corona o criptandi di maggiori dimensioni. La molecola si comporta come una base amminica, subendo protonazione e N-alchilazione. La nitrazione dell'esammina, cioè quando viene fatta reagire con l'acido nitrico, comporta la formazione di uno degli esplosivi più utilizzati e conosciuti nel campo militare, il ciclotrimetilentrinitroammina detto anche RDX. Può anche essere fatta reagire con il perossido di idrogeno, con acido citrico o acido solforico diluito come catalizzatori, per formare esametilene triperossido diammina, un composto organico altamente esplosivo, sintetizzato per la prima volta nel 1885, detto anche HMTD. La formaldeide reagisce con l'acetaldeide, con l'esammina e con il pentaeritrolo in presenza di idrossido di calcio. Con questo metodo viene prodotto un altro tipo di esplosivo particolarmente conosciuto dai fochini per la costruzione di detonatori, il pentaeritrolo tetranitrato conosciuto anche come PETN.

## Farmacodinamica
Il farmaco è un agente antibatterico sintetico, non correlato chimicamente con altre molecole ad azione anti-infettiva attualmente disponibili. L'effetto antibatterico di metenammina mandelato dipende dalla conversione di metenamina a formaldeide in presenza di urine acide.

La formaldeide è un agente antibatterico aspecifico che in genere presenta attività battericida. La parte acida dei sali di metenamina (acido ippurico o acido mandelico) hanno esse stesse una certa attività antibatterica non specifica, ma soprattutto agiscono migliorando la liberazione di formaldeide dalla metenamine mantenendo l'acidità urinaria.
La formaldeide è attiva contro i batteri gram-positivi e gram-negativi tra cui Enterobacter, Escherichia coli, Klebsiella, Proteus, Pseudomonas aeruginosa, Staphylococcus aureus, Staphylococcus epidermidis, e Enterococcus faecalis.

Poiché la formaldeide, l'acido ippurico, l'acido mandelico hanno un'attività antibatterica non specifica, ne consegue che la resistenza a questa sostanze non si sviluppa neppure in corso di una terapia prolungata.

## Farmacocinetica
Dopo somministrazione per via orale la metenamina viene facilmente assorbita dal tratto gastrointestinale. Circa il 10-30% della dose orale viene idrolizzato a causa della acidità gastrica a formaldeide ed ammoniaca. Le concentrazioni di metenamina e di formaldeide nel plasma sono generalmente molto basse.
La metenamina attraversa la barriera placentare e può essere riscontrata nel latte materno.
Entro 24 ore più del 70–90% di una singola dose orale viene ad essere escreta intatta nelle urine per un processo di filtrazione glomerulare e di secrezione tubulare. Quando le urine sono acide, la metenamina è idrolizzata a formaldeide e ammoniaca.
L'idrolisi è massima quando il pH urinario è inferiore a 5,5.

## Usi clinici
In medicina, il sale dell'acido mandelico di metenamina trova impiego come agente antibatterico nelle infezioni delle vie urinarie, anche in soggetti con problemi di vescica neurogena e per profilassi delle infezioni ricorrenti. Il farmaco può essere utilizzato anche dalla popolazione anziana, affetta da infezioni delle vie urinarie croniche o ricorrenti. Esistono invece dubbi sulla sua efficacia nei soggetti affetti da IVU ricorrenti ma portatori di catetere vesciale oppure che richiedono cateterismo intermittente.
Esametilentetrammina si decompone ad un pH acido a formaldeide e ammoniaca. La formaldeide è notoriamente battericida e l'acido mandelico amplifica questo effetto. L'acidità urinaria, indispensabile per l'attivazione del composto, è generalmente assicurata dalla concomitante somministrazione di vitamina C (acido ascorbico) o cloruro di ammonio. L'utilizzo di metenamina come farmaco era stato temporaneamente ridotto verso la fine del 1990, a causa degli effetti avversi riscontrati (in particolare a seguito di sovradosaggio si poteva verificare una cistite emorragica indotta chimicamente).
Il suo uso è stato nuovamente approvato a causa dell'incremento di resistenza agli antibiotici ai farmaci più comunemente utilizzati. Metenamina è particolarmente adatta per un trattamento a lungo termine di profilassi delle infezioni urinarie, perché i batteri non sviluppano resistenza alla formaldeide. D'altro canto la molecola non deve mai essere utilizzata in presenza di insufficienza renale.
La metenamina è utilizzata anche sotto forma di unguento al 13% per il trattamento dell'iperidrosi palmare. È capace di inspessire la pelle creando uno strato calloso, in questo modo funge da antitraspirante.

## Effetti collaterali ed indesiderati
I principali effetti avversi sono a carico dell'apparato gastrointestinale e consistono in nausea, vomito, diarrea, crampi addominali, anoressia, prurito, rash cutaneo e disuria.

## Controindicazioni
Metenamina è controindicata nei soggetti con ipersensibilità nota al principio attivo. È inoltre controindicata nei soggetti affetti da insufficienza renale oppure da insufficienza epatica severa o grave disidratazione. Anche l'utilizzo in terapia combinata con sulfamidici è sconsigliabile.

## Dosi terapeutiche
Prima di iniziare un trattamento con metenamina è necessario controllare con un test urinario l'acidità delle urine. Le urine devono essere acide, e precisamente avere un pH 5.5 o inferiore, affinché metenamina funzioni correttamente.
Per la profilassi o la soppressione di una infezione delle vie urinarie metenamina mandelato deve essere assunta per via orale al dosaggio consigliato di 1 g, 4 volte al giorno, e precisamente dopo i pasti e prima di coricarsi.

## Avvertenze e precauzioni d'uso
Gli effetti antibatterici indotti dal farmaco sono massimi quando il pH delle urine è inferiore a 5,5. Durante il corso della terapia per questo motivo è opportuno un monitoraggio del pH urinario. In caso di necessità si deve procedere ad una acidificazione delle urine che può essere realizzata mediante una apposita dieta oppure attraverso la somministrazione di agenti acidificanti (come, ad esempio, il cloruro di ammonio o l'acido ascorbico). L'acidificazione è particolarmente importante quando gli organismi che hanno determinato l'infezione sono ceppi di Proteus o Pseudomonas che agendo sull'urea sono in grado di aumentare il pH urinario.

## Altri usi
La metenamina è impiegata anche nella produzione di preparati, in polvere o liquidi, di resine fenoliche e di composti di stampaggio a base di resine fenoliche, cui viene aggiunta come componente necessario a determinarne l'indurimento. Questi prodotti vengono usati come leganti, ad esempio nelle guarnizioni dei freni e della frizione, prodotti abrasivi, prodotti adesivi, rivestimenti, sigillanti, tessuti non tessuti e materiali incombustibili. Viene usata anche per il trattamento degli acciai.

### Combustibile solido
Insieme con il 1,3,5-triossano, l'esametilentetrammina è un componente di alcune pastiglie di combustibile solido utilizzato da coloro che viaggiano con il camper, hobbisti, militari e le organizzazioni di soccorso. Le pastiglie di combustibile vengono in genere utilizzate per il riscaldamento di alimenti da campeggio oppure di razioni militari. Le pastiglie bruciano con fiamma gialla senza emettere fumo, hanno una buona capacità energetica (30,0 MJ/kg), non liquefano mentre bruciano e non lasciano cenere. Tuttavia durante la combustione rilasciano formaldeide, ammoniaca, ossidi di carbonio, ossidi di azoto e acido cianidrico, per questo motivo è spesso raccomandato l'uso in ambiente ventilato. Dosi standard di compresse di metenamina (esammina), pari a 0,149 g, sono utilizzate da laboratori specializzati in misure antincendio, come fonte di incendio pulito, standardizzato e riproducibile, per verificare l'infiammabilità di tappeti e moquette.

### Additivo alimentare
L'esammina è anche utilizzata come additivo alimentare, e più precisamente come conservante, ed è identificata dalla sigla E239. È approvata per l'utilizzo a tal fine in Europa, ma non negli Stati Uniti o in Australia e Nuova Zelanda.

### Reagente in chimica organica
L'esametilentetrammina è un versatile reagente nella sintesi organica. È infatti utilizzata nella reazione di Duff (formilazione di areni), nella reazione di Sommelet (conversione alogenuri benzilici in aldeidi), e nella reazione Delepine (che permette la sintesi di ammine a partire da alogenuri alchilici).

### Utilizzo durante la Prima Guerra Mondiale
L'esametilentetrammina è uno dei composti (come il carbone attivo o la calce sodata) capaci di neutralizzare il fosgene.
L'urotropina fu infatti utilizzata nei filtri di alcune maschere antigas (come ad esempio la maschera ARS) per fermare il gas ed impedire che fosse inalato.